# Sunčev sustav
Sunčev sustav je sustav zvijezde Sunca i manjih nebeskih tijela što ih okuplja zajednička gravitacijska sila i kojima fizičko stanje određuje Sunčeva energija zračenja. Sustav sadrži 8 planeta, 5 patuljastih planeta, 185 njihovih prirodnih satelita, te mnoštvo sitnih tijela: kometa, planetoida, tijela Kuiperova pojasa, meteoroida i međuplanetarne prašine. Sunčeva plazma ispunjava heliosferu, a gravitacijski se utjecaj širi do područja Oortova kometskog oblaka (Jan Hendrik Oort), koji se nalazi bliže od susjednih zvijezda. Osam planeta razvrstano je u dvije skupine, unutarnju ili terestričku, gdje se nalaze Zemlja i njoj slična 3 planeta (Merkur, Venera i Mars), te u vanjsku ili jovijansku, s Jupiterom i njemu sličnim divovskim planetima Saturnom, Uranom i Neptunom. Unutarnja je skupina stjenovita, s tankim atmosferskim slojem (bez njega je jedino Merkur). Jovijanski su planeti plinoviti s malom stjenovitom jezgrom, i njihov je sastav bliži sastavu protoplanetnoga oblaka iz kojega su planeti nastali. Kemijski sastav Jupitera gotovo je identičan Sunčevu. Razlika između tih dviju skupina planeta posljedica je razvoja u kojem je zračenje mladoga Sunca zagrijalo jezgre bližih planeta i očistilo ih od lako isparivih elemenata. Dobivši tako čvrstu površinu, na njoj se geološkim procesima razvila sekundarna atmosfera od pretežitoga ugljikova dioksida (Venera i Mars) i tercijarna atmosfera Zemlje od dušika i kisika. Svi planeti osim Zemlje prozvani su po grčkim i rimskim božanstvima.
Patuljasti planeti su, prema određenju Međunarodnoga astronomskog saveza iz 2014., Ceres (Cerera), najveće tijelo glavnoga planetoidnoga pojasa, Pluton, Eris (Erida), Haumea i Makemake, transneptunska tijela. Eris, otkriven 2003., promjera 2 400 do 3 000 km, veći je od Plutona i zajedno s pratiocem Disnomijom među najudaljenijim je poznatim članovima Sunčeva sustava (srednja udaljenost od Sunca 67,7 astronomskih jedinica ili AJ). Glavni planetoidni pojas smješten u području između Marsa i Jupitera sadrži mala čvrsta tijela građena od stijena i metala. Ta se tijela razvijaju sudarno, a kreću se oko Sunca istim smjerom kao i planeti, ali su im staze izduženije, zbog čega neki odlaze dalje od Saturna ili se približavaju Suncu bliže od Merkura. U Hrvatskoj se planetoidi prate i otkrivaju na zvjezdarnici u Višnjanu. Zbog intenzivna praćenja i poboljšanja mjernih metoda, u novije se doba otkriva mnogo planetoida koji prolaze pokraj Zemlje.
Bliža transneptunska tijela gibaju se u blizini ekliptičke ravnine, dok su dalja više raspršena pa se dijele u Kuiperov pojas (Gerard Kuiper) i u raspršeni disk. Građena su od stijena i leda. Pretežno zaleđena tijela, s udjelom prašine, jesu kometi, kojih se manji dio nalazi u području divovskih planeta (kratkoperiodni kometi), dok većina pristiže iz Oortova oblaka i ima periode od više tisuća godina (dugoperiodni kometi). Građeni od zaleđenih tvari, kometi imaju svoje podrijetlo u prostorima iza Neptuna. Kometi u prolazu blizu Sunca razvijaju komu i rep te se postupno raspadaju. Ostarjeli kometi bez hlapljive tvari sliče planetoidima.
Postanak i razvoj Sunčeva sustava objašnjava se posljednjih nekoliko stoljeća nizom kozmogonijskih hipoteza i teorija. Postojeći podatci dokazuju da su planeti srasli od tvari prisutne u međuzvjezdanom oblaku od kojega je nastalo i Sunce prije 4,65 milijarde godina. Tijela manje mase i ona udaljenija od Sunca brže su se hladila, zbog čega je starost najstarijega stijenja pojedinih tijela različita (na primjer na Mjesecu 4,45 milijarde godina, a na Zemlji 3,7 milijarde godina). Udaljeni planeti i njihovi sateliti brže su postigli sadašnju nisku temperaturu pa su gravitacijskom silom privukli plin iz maglice. Da se izbjegne zbrka, drugi sustavi nazivaju se planetarni sustavi. U većini drugih jezika (vidi poveznice) naziv je izveden iz riječi Sol, što je latinsko ime za Sunce..

## Nastanak Sunčevog sustava
Prema današnjem shvaćanju, postanak i razvoj planetskog sustava odvijao se u nekoliko koraka. Ponajprije, veliki međuzvjezdani oblak se zbija i pritom cijepa na manje dijelove (fragmentacije). Iz tvari sadržane u jednom oblačnom fragmentu oblikuje se Sunčeva maglica kao rotirajući disk; u njemu dolazi do preraspodjele količine gibanja i pripremaju se uvjeti za nastanak malih kompaktnih tijela. Nakon toga dogotavljaju se i konsolidiraju planeti. Ovisno o građi s kojom su stasali, planeti i njihovi veći sateliti prolaze kroz geološki razvoj. Moramo prihvatiti misao da je sadašnje stanje tijela u planetskom sustavu posljedica načina nastanka i razvoja koji je slijedio nakon postanka. Stoga se i kozmogonija planetskog sustava provjerava sadašnjim stanjem svih vrsta tijela, a u cjelovitu opću sliku treba da se uklope i promjene prisutne u pojedinačnim slučajevima. 
Sudeći po razvoju zvijezda, Sunčev je sustav nastao iz međuzvjezdanog materijala koji se nalazio u spiralnom kraku naše Galaktike (Mliječni put). Hladni oblaci plina i praha postoje u galaktičkoj ravnini i danas, mnogo godina nakon nastanka prvih zvijezda Galaktike. Da bi se ti oblaci pretvorili u zvijezde, gravitacijska sila mora nadjačati težnju plina da se širi (ekspandira). Da bi gravitacijsko privlačenje nadvladalo, gustoća oblaka mora postici određenu temperaturnu kritičnu vrijednost. Zamišljena su dva načina na koja dolazi do povećanja gustoće: ulazak međuzvjezdanog oblaka u područje spiralnog kraka galaktike ili pojava supernove u neposrednoj blizini. Izučavanje galaktika pokazuje da je u krakovima međuzvjezdana tvar veće gustoće nego izvan krakova, pa se s ulaskom oblaka u spiralni krak oblak usporava i zbija. S druge strane, supernove udarnim valovima zbijaju međuzvjezdanu tvar. U slučaju našeg sustava imamo potvrdu da se zbila eksplozija supernove. U ugljikovodičnim meteoritima nađeni su izotopi koji su potomci radioaktivnih elemenata kratkog vremena života, a koji se proizvode tijekom eksplozije supernove. Prema broju atoma izotopa procijenjeno je da je od pojave supernove do ukrućivanja meteoritskog materijala prošlo od nekoliko milijuna do nekoliko desetaka milijuna godina. 

### Prasunčeva maglica
Prilikom odvajanja od drugih dijelova međuzvjezdana oblaka prasunčeva maglica zadržava galaktičko magnetsko polje - važno svojstvo međuzvjezdana prostora, a zadržava i dinamičko stanje u kojemu se oblak nalazio. Prasunčeva maglica zato pri osamostaljenju se vrti (rotira), i u odnosu na središte galaktike, i u odnosu na druge galaktike. Maglica se nastavlja urušavati. Tvar pada prema središtu oblaka gdje nastaje mlado Sunce. Ono se zbog stiskanja zagrijava i sve jače svijetli. Najjače je zagrijano u središtu, i ondje se počinju javljati termonuklearne reakcije, koje će mu davati energiju u dugom nizu godina. Sunce se prestaje stezati tek kada ekspanzivni tlak plina poraste toliko da se izjednači s hidrostatskim tlakom. 
Za vrijeme stezanja Sunca i stezanja cijele maglice, a zbog očuvanja kutne količine gibanja, Sunce i maglica se vrte sve brže. Disk je to plosnatiji što se brže vrti. Disk je tijelo osne simetrije i ima jednu osobitu ravninu - ravninu ekvatora. One čestice koje se još ne nalaze u ekvatorskoj ravnini privlači, osim Sunca, i veća masa koja se u ekvatorskoj ravnini već nalazi; čestice “padaju” u ravninu ekvatora. To omogućuju, i tome pridonose, neelastični sudari među česticama, jer se u toku neelastičnog sudara smanjuje komponenta brzine okomita na ekvatorsku ravninu (slično se dešava kod Saturnovih prstena). Takvo vladanje jače je izraženo kod zrnaca praha nego kod slobodnih atoma, pa se prah vrlo brzo taloži u sloj u ekvatorskoj ravnini; mnogo tanji od maglice. Staze budućih planeta bit će ograničene na širinu sloja pa ne moraju ležati točno u ravnini Sunčeva ekvatora. 
Nezaobilazni dinamički problem razvoja sustava označava prijenos kutne količine gibanja sa Sunca na planete. Budući da je najmasivniji dio maglice, prasunce sadrži najveću kutnu količinu gibanja. Danas je pak 50 puta veća količina gibanja sadržana u revoluciji planeta nego u rotaciji Sunca, iako Sunce ima masu 750 puta veću od mase svih planeta. Na jedan način, količina gibanja može se prenijeti magnetskim poljem. Ono je usredotočeno u središnjem plinovitom zgušćenju, mladom Suncu i silnice izlaze iz njega u obliku spirala, prolazeći kroz čitav disk. Svojstvo je magnetskog polja da je u ioniziranom plinu zarobljeno. Sunce je pomoću magnetskog polja povezano s maglicom i predaje joj energiju. Mlado Sunce okretalo se 100 puta brže. Zamislimo li magnetske silnice kao elastične lisnate opruge koje vire iz osovine - Sunca, zaključit ćemo da će te opruge požurivati vrtnju maglice u kojoj su usidrene; iako je ta slika posve mehanička, ona dobro opisuje stvaran proces. Sunčeva se vrtnja prenosi na maglicu. Koliko kutna količina gibanja maglice poraste, toliko se kutna količina gibanja Sunca smanji. Zbog povećanja kutne količine gibanja maglica se udaljava od Sunca. 
Na drugi način, kutna se količina gibanja može prenijeti i putem vrtložnih gibanja u maglici. A znatna količina gibanja mogla je da se izgubi u prostor gubitkom mase u obliku Sunčeva vjetra. Prijenos kutne količine gibanja sa Sunca na maglicu ima dvojaku posljedicu. S jedne strane u jednom će se trenutku izgubiti veza maglice i Sunca i ono više neće moći usisavati maglicu. Drugo, maglica poprima količinu gibanja koju će prenijeti na tijela u njoj rođena, na buduće planete.

### Nebularna teorija
U kakvom su odnosu današnji pogledi na postanak planeta prema kozmološkim teorijama, kao što je Kantova i druge? Današnji stav rezultat je iskustva brojnih istraživača, provjerena neposrednim podacima o fizičkom stanju tijela, o sastavu njihovih atmosfera, reljefu, kemijskom i mineraloškoj strukturi, radioaktivnom datiranju, magnetskom polju, gravitacijskom polju. Od teorije Immanuela Kanta (1755.) i Pierre-Simona Laplacea (1796.) preuzeta je ideja o nastanku Sunca i planeta iz međuzvjezdane maglice (nebularna teorija). Kant je pošao od predodžbe hladnog oblaka prašine u kojemu se prilikom gravitacijskog stezanja rotacija javlja sama od sebe - što nije moguće (unutarnje sile ne mogu od kaotičnog gibanja dovesti do uređenog). Kant ne ide dalje od općih prirodoslovno-filozofskih postavki. Laplaceova teorija je prva matematički obrađena teorija. Laplace pretpostavlja da već postoji usijana maglica koja rotira te prati kako se maglica hladi, steže i ubrzava vrtnju. Današnji slijed argumenata je drukčiji: maglica se ne steže zbog hlađenja, već zbog prevlasti gravitacijskog privlačenja, a pritom se, uz ubrzanje vrtnje, gravitacijskom energijom zagrijava. Kada postignu brzinu kruženja, vanjski dijelovi maglice više ne tlače na središnje dijelove. Postali su samostalni i imaju oblik prstena. Središnja se masa dalje steže i time razdvaja od prstena. Od prstena nastaje planet. Planeti bi tako morali nastati postupnim stezanjem središnje mase koja za sobom redom ostavlja prstenove. A sateliti bi morali nastati istim procesom pri ubrzavanju vrtnje planeta, koji je po Laplaceu na početku također plinovit. Postoji još jedan bitan nedostatak teorije. Ostavivši samostalan prsten, centralna masa bi pri stezanju trebala zadržati veći dio kutne količine gibanja. Dokaz protiv teorije je i gibanje Saturna i njegovih prstenova: unutarnji dijelovi Saturnova prstena gibaju se brže od Saturnove površine; slično se i Fobos giba brže od Marsove površine! Po današnjem tumačenju nebularne teorije maglica ne dolazi u stanje nestabilnosti zbog vrtnje. Osim toga, u odvojenom prstenu prije će doći do retrogradne vrtnje planeta nego do direktne. Teorije Kanta i Laplacea napuštene su početkom 20. stoljeća uglavnom stoga što nisu uspjele ispravno predvidjeti raspodjelu količine gibanja.

## Sunce
Sunce je najbliža zvijezda, središte sustava planeta, u kojem se nalazi i Zemlja. Smješteno je u ekvatorskoj ravnini Mliječne staze, 26 000 svjetlosnih godina daleko od njezina središta, oko kojega obiđe za 230 milijuna godina brzinom od 230 km/s. Brzinom od 20 km/s giba se u smjeru zvijezde Vege (Sunčev apeks). Sunce je nastalo prije 4,65 milijarde godina kao treća zvjezdana generacija, skupljanjem međuzvjezdane tvari, kojoj se gustoća počela povećavati potpomognuta vjerojatno udarnim valom bliske supernove. O njoj svjedoči prisutnost složenih atomskih jezgara u Suncu i planetima, koje ne bi mogle, zbog relativno male mase Sunca, nastati nuklearnim procesima. Danas Sunce zrači za trećinu više nego što je zračilo u početku, a porast se nastavlja, pa se smatra da će Zemlja postati nenastanjiva za manje od milijardu godina. Nakon 4 do 5 milijardi godina Sunce će jako povećati volumen i postati crvenim divom.

### Svojstva
Sunce je žuta zvijezda spektralnoga razreda G2 i na glavnom nizu HR-dijagrama. Oblika je kugle s promjerom 1 392 000 km (109 Zemljinih promjera). Sunčev je volumen 1,3 milijuna puta veći od Zemljina. Mase je 1,9891 · 1030 kg, 750 puta više od svih planeta zajedno, a 333 000 puta veće od Zemlje. Prosječne je gustoće 1 400 kg/m3 (oko 1/4 gustoće Zemlje). Zrači snagom od 3,83 · 1026 W i ima učinkovitu temperaturu vanjskoga sloja atmosfere (fotosfere) od 5 770 K. Sastoji se od ioniziranoga plina. Većina poznatih elemenata otkrivena je i na Suncu. Dva su elementa najobilnija: 74% Sunčeve mase čini vodik, 24% helij, te 2% svi ostali elementi. U središtu Sunca, gdje se nalazi izvor energije i gdje temperatura doseže 15 milijuna Kelvina, a vodika je manje od helija.
Sunce se ne vrti kao kruta kugla, već mu je rotacija diferencijalna. Period vrtnje ekvatora iznosi 25 dana (s linearnom brzinom od 2 km/s), dok se period vrtnje u polarnim krajevima produljuje do 36 dana. Os rotacije nagnuta je prema okomici na ekliptiku za 7,2°. Zbog toga nagiba Sunčeva se kugla ne vidi sa Zemlje stalno u istoj projekciji. Sjeverni mu je pol prema nama najviše nagnut u rujnu. Zbog kretanja Zemlje oko Sunca vidljivi period rotacije ekvatora ne iznosi 25 već 27 dana (sinodički period rotacije). U tom periodu Sunčeva aktivnost iskazuje promjene utjecaja na Zemlju.
Sunčev je izvor energije potječe od procesa fuzije proton-proton, kojim od vodikovih jezgara nastaju jezgre helija. Dokaz odvijanja nuklearnih procesa dalo je proučavanje neutrina kao sporednih proizvoda termonuklearnih reakcija, koji gotovo brzinom svjetlosti pristižu do Zemlje izravno iz Sunčeva središta. Energija se iz središta prenosi najprije zračenjem (radijativna zona), a zatim miješanjem (konvektivna zona). Znak su miješanja zrnca (granule) vidljiva u dubljim dijelovima fotosfere. Zračenje od izvora do fotosfere zbog interakcija stiže u vremenu od više milijuna godina. U spektru Sunca prevladava infracrveno i vidljivo zračenje koje je nepromjenjiva intenziteta. Ultraljubičasto i rendgensko zračenje se stvara prolaznim procesima u višim slojevima atmosfere i promjenjiva je intenziteta.
Novim dijagnostičkim metodama, koje prakticira helioseizmologija, iscrpno se ispitala unutrašnjost Sunca. Kroz cijelo se Sunce prostiru akustički valovi, slično kao što se Zemljinom unutrašnjosti šire potresni valovi. Valovi se odbijaju od površinskih slojeva Sunca, u kojima gustoća naglo pada. Dubina prodiranja valova ovisi o njihovoj valnoj duljini. S pomoću njih ustanovljeno je da se dno konvektivne zone nalazi na 0,7 polumjera, te da ispod te zone više nema diferencijalne rotacije. S pomoću tih valova potvrđen je teorijski model unutrašnjosti Sunca s vrlo velikom točnošću. Sasvim praktična disciplina, helioseizmološka holografija, proučava stražnju, izravno nevidljivu Sunčevu stranu, predviđajući nastup aktivnih skupina pjega.

### Sunčeva atmosfera
Sunčeva je atmosfera troslojna. 

#### Fotosfera
Prvi, najniži sloj iz kojega Sunčevo zračenje pristiže do nas jest fotosfera, debljine nekoliko stotina kilometara. U fotosferi se nalaze Sunčeve pjege (makule), baklje (fakule), granule i supergranule. Sunčeve pjege, tamnija, i do 1 500 K hladnija područja fotosfere, posljedica su kvaziperiodične evolucije Sunčeva magnetskog polja. Ono je proizvedeno strujanjima Sunčeve plazme ispod fotosfere, pretežno u konvektivnoj zoni, te na granici radijativne i konvektivne zone, a nastaje tzv. dinamo-mehanizmom, podržavanim konvekcijom i zvijezdinom vrtnjom. Polje se stalno razvija i mijenja oblike. Na početku ciklusa aktivnosti polje je slabo i ima oblik dipola. Zbog diferencijalne rotacije polje se deformira i silnice se u blizini ekvatora izdužuju; polje se razvija u niz petlji. Na prodoru petlji iz fotosfere javljaju se skupine pjega.

#### Kromosfera
Kromosfera je visoka 2 000 km, niže je temperature od fotosfere. Iz nje se podižu bodlje (spikule), mali izbačaji plina koji se dižu do visine od 7 000 do 9 000 km. Spikule nisu razmještene po cijelom Suncu, već su stiješnjene na rubovima supergranula. Iz kromosfere se dižu i prominencije, pojave nalik oblaku, koje se opažaju kao svijetle iznad ruba Sunčeva kruga, ili kao tamne (filamenti) kada se nalaze na disku. Veoma su različitih oblika i trajanja, od mirnih do eruptivnih. Njihov ionizirani plin podržavan je tlakom magnetskoga polja. Mirne prominencije preživljavaju i više mjeseci.

#### Korona
Korona je najrjeđi dio Sunčeve atmosfere, označuje prijelaz Sunčeve tvari u međuplanetni prostor. Između kromosfere i korone tanak je prijelazni sloj u kojem se temperatura naglo povisuje od 1 do 10 milijuna Kelvina. Korona je vidljiva za vrijeme Sunčeve pomrčine. Najniže područje, K-korona, raspršuje Sunčevu svjetlost, E-korona emitira spektralne linije višestruko ioniziranih atoma, a u najvišoj, F-koroni, Sunčeva se svjetlost raspršuje na međuplanetnom prahu. Gibanje plina u konvektivnoj zoni smatra se i razlogom diferencijalne rotacije. Daljnjim jačanjem magnetskog polja pojavljuje se veći broj pjega, aktivnih područja s bakljama, te brojni eksplozivni procesi, eruptivne prominencije, bljeskovi i koronini izbačaji. Plin je u jakom i složenom magnetskom polju nestabilan i nije u ravnoteži. Eksplozivnim procesima troši se nagomilana energija magnetskoga polja, polje se pojednostavnjuje i prazni, čime završava ciklus aktivnosti.
Bljesak ili erupcija i koronini izbačaji eksplozivni su procesi. Te su pojave posljedica naglog oslobađanja magnetske energije i njezina prelaska u kinetičku energiju, toplinsku energiju i svjetlost. Bljesak je koncentriran u malom području kromosfere iznad skupine pjega. Za razliku od bljeskova, izbačaji zauzimaju prostor usporediv s veličinom Sunca, u obliku plinovitih lupina koje napuštaju Sunce i poremećuju međuplanetni prostor, kao i magnetosfere planeta (polarna svjetlost). Te pojave dovode do znatne promjene Sunčeva vjetra, koji nastaje isparivanjem korone, a širi se prosječnom brzinom od 400 km/s. Sunčeva plazma ispunja prostor nazvan heliosferom, kojemu se polumjer procjenjuje na 100 astronomskih jedinica.

## Terestrički planeti
Nalaze se u unutarnjem Sunčevom sustavu.
Terestrički planeti su planeti s čvrstom površinom, za razliku od plinovitih divova. Naziv "terestrički" je nastao od latinske riječi "terra" što znači "Zemlja", pa bi se atribut "terestrički" mogao prevesti kao "Zemljoliki". Često ih se još naziva "unutarnjim planetima". Najvećim dijelom se sastoje od stijena, malog su promjera, prosječno oko 5 puta veće gustoće od vode i imaju rijetku atmosferu. Od plinovitih divova su odijeljeni pojasom asteroida za koji postoji pretpostavka da predstavlja ostatke neuspjelog, neformiranog petog terestričkog planeta (pojas se nalazi između Marsa i Jupitera). 
Terestrički planeti su tijekom svog stvaranja bili pod utjecajem više temperature i jače gravitacije, te su zato manji i bogati tvrđim materijalima poput silicija i željeza. Struktura sva četiri terestrička planeta našeg Sunčevog sustava je slična: u njima se nalazi metalna jezgra, oko koje se nalazi silikatni omotač.

### Merkur
Merkur je planet najbliži Suncu; vrlo izdužene staze, kojoj numerički ekscentricitet iznosi 0,206, pa pokazuje relativistički zakret perihela. Maksimalna kutna udaljenost (elongacija) od Sunca iznosi 28°. Nema pratioca. U prosjeku je od Sunca udaljen 0,387 astronomskih jedinica (AJ) ili 57,91 milijuna kilometara, a približava se na 0,31 AJ (46 001 200 km) ili udaljuje na 0.47 AJ (69 816 900 km). Oko Sunca obiđe za zvjezdanu godinu (sideričku godinu) jednaku 88 dana. Promjer mu je 4 879,4 km, masa 0,055 Zemljine mase, srednja gustoća 5 430 kg/m³. Os vrtnje okomita je na stazu. Okreće se vrlo sporo i njegov siderički dan traje 58,65 dana, što iznosi 2/3 sideričke godine, dok mu sinodički (Sunčev) dan traje 176 dana. Zbog njegova svojstvena gibanja promatrač bi na Merkuru doživio dvostruk izlazak Sunca ili dvostruko podne. 
Merkur je gotovo tri puta manji od Zemlje, s površinskim ubrzanjem od 0,38 ubrzanja na Zemlji. Nema atmosferu u uobičajenom smislu, a zapaženi su plinovi kisik, vodik, helij i argon. Temperatura površine mijenja se od 100 K (- 173 °C) do 700 K (+ 427 °C). Dio Merkurove površine snimila je svemirska letjelica Mariner 10 godine 1974. i 1975., od 2011. do 2015. u Merkurovoj orbiti je bila letjelica MESSENGER. Površina mu je prekrivena kraterima i malim "morima", te jako nalikuje Mjesečevoj površini: zbog jače privlačne sile, krateri su mu zbijeniji. Najveća je zaravan Ravnica vrućine (lat. Caloris Planitia). Na kori se vide ostatci velikih pomaka i stezanja planetnoga tijela uzrokovanoga hlađenjem. Središte mu se sastoji pretežno od metala (procjenjuje se da je omjer željeza prema stijeni 70 : 30) i ima slabo magnetsko polje. U naizmjeničnim vremenskim razmacima od 7 i 13 godina, vidi se kako prividno prelazi (tranzit) preko Sunčeva kruga.

### Venera
Venera je drugi planet po udaljenosti od Sunca, bez satelita, nešto manji od Zemlje (promjer 12 104 kilometara). Udaljenost Venere od Sunca iznosi prosječno oko 0,72 astronomske jedinice (AJ ili 108.200.000 km. Na nebu je najsjajniji planet i pokazuje Venerine mijene. Od Sunca se najviše udalji 47° pa se vidi ili uvečer kao Večernja zvijezda ili ujutro kao Jutarnja zvijezda, odnosno Danica. Os vrtnje gotovo je okomita na ravninu staze. Okreće se retrogradno (smjer dnevnoga prividnog gibanja Sunca suprotan je onomu na Zemlji) i najsporije od svih planeta; siderički period vrtnje (siderički period) traje 243,0 dana i dulji je od godine, koja traje 224,7 dana, dok Sunčev dan na Veneri traje 116,7 dana, što je sumjerljivo s njezinom sinodičkom godinom (zvjezdana godina) od 583,9 dana.
Venerinu atmosferu otkrio je Mihail Vasiljevič Lomonosov 1761. prilikom njezina tranzita (Venerin prijelaz), kada je pri dodiru Sunčeva kruga ugledao prosvijetljenu atmosferu. Teleskopskim motrenjima nije se na Veneri, zbog guste atmosfere, moglo vidjeti tlo. Većina spoznaja o Veneri postignuta je s pomoću svemirskih letjelica, pa tako i točna vrijednost njezine mase (0,815 Zemljine mase). Prva se na njezino tlo spustila 1970. sovjetska letjelica Venera 7. Američka letjelica u orbiti (Magellan) snimila je od 1990. do 1992. Venerin reljef s pomoću radara.
Venerina atmosfera 50 je puta gušća od Zemljine, sadrži 96,5% ugljikova dioksida i 3,5% dušika; manjinski su sastojci ugljikov monoksid, argon, voda, sumporov dioksid, kisik, klorovodik, fluorovodik. Tlak pri tlu iznosi 90 · 105 Pa, a temperatura 733 K (460 °C), što je posljedica stakleničkog učinka. Bez tog učinka, zbog velikoga faktora odraza (albeda) atmosfere (0,65), temperatura bi na površini bila oko –20 °C, iako je Suncu bliže nego Zemlja. Sloj oblaka od kapljica razrijeđene sumporne kiseline nalazi se na visini od 50 do 65 kilometara i neproziran je; oblaci naglo nestaju s donje strane, gdje temperatura dostiže vrijednost pri kojoj se kapljice isparavaju. Tlak i temperatura Venerine atmosfere tek na visini od približno 50 kilometara podudaraju se s uvjetima na površini Zemlje. Brzina je vjetra na tlu oko 1 m/s. Na vrhu oblaka brzina je vjetra do 300 km/h, pa oblačni sloj obiđe planet za približno 4 do 5 dana.
Venerin reljef sastoji se pretežno od blagih nizina, iz kojih se do visine od 3 do 4 kilometara uzdižu visoravni kontinentskih razmjera i mnogi vulkani, zasigurno ugasli. Velik je broj vulkana plitkih kratera. Posebni vulkanski oblici svojstveni Veneri krune su i arahnoidi, vulkani isprepleteni finom mrežom pukotina. Krune su brda s urušenim središtem i dubokim kružnim opkopom, promjera do 2 500 kilometara. Eruptivnim stijenama pokriveno je 85% površine. Tokovi lave pružaju se stotinama i tisućama kilometara. Venera ima oko 800 udarnih kratera, u pravilu većih od 3 kilometra. Najveći je Meade, promjera 240 kilometara. Istaknute su visoravni Afroditina zemlja i Astartina zemlja, te vulkanski masivi Područje Alfa i Beta (lat. Alpha Regio i Beta Regio). Najviši je vrh u Maxwellovu gorju (lat. Maxwell Montes), s 10,8 kilometara visine nad srednjom razinom. Topografija se uglavnom služi ženskim imenima. Glavne sastojke tla, određene rendgenskim i gama spektrometrima, čini bazalt i granit. Mineralni sastav tla nije poznat. Erozija je vrlo izražena: gravitacijska erozija (urušavanje), kemijska (utjecaj jetkih sastavnica atmosfere), toplinska, eolska, te erozija geološkim procesima. Unutrašnjost Venere vjerojatno je slična Zemljinoj, s tom razlikom što nema tektonike ploča ni magnetskog polja.

### Zemlja
Zemlja je treći planet po redoslijedu udaljenosti od Sunca i najveći među unutarnjim planetima. Prosječno je od Sunca udaljen 149,6 milijuna kilometara, što se uzima kao astronomska jedinica (AJ). Zemljina putanja nije jako izdužena, numerički ekscentricitet Zemljine staze iznosi 0,016 79, zbog čega se Zemlja Suncu približi za 2,5 milijuna kilometara (perihel, oko 4. siječnja) ili udalji za jednako toliko (afel, oko 4. srpnja). Ekscentricitet se u 100 000 godina mijenja za iznos od približno 0,003 2 do 0,005 7. S vremenom se mijenja i položaj Zemljine staze u ravnini gibanja, pa godišnji progradni zakret perihela (pomicanje u smjeru ophoda oko Sunca), potaknut utjecajem planeta i relativističkim učinkom, iznosi 11,63".
Zemlja ima svojstvenu topografiju (71% kore prekriveno je vodom), ima atmosferu s dušikom i kisikom, te biosferu. Jedini je planet koji ima oceane, atmosferu s mnogo kisika i živu geološku aktivnost. Do te raznolikosti, koju nema nijedan drugi planet, došlo je u toku razvoja. U oblikovanju atmosfere, na primjer suštinsku ulogu imali su procesi u organskoj tvari. Posebno, morske alge (modrozelene alge) izdvajaju iz atmosfere ugljikov dioksid i oslobađaju kisik. Promatrana iz daljine, Zemlja je modrikasti planet. Zemlja je planet na kojem živi čovjek i jedini nama poznati planet na kojem postoji život. Evolucionisti smatraju da je Zemlja nastala prije otprilike 4,6 milijarda godina. 

### Mars
Mars je četvrti planet po udaljenosti od Sunca, vidljiv sa Zemlje prostim okom i zato poznat od davnine. Promjer mu je 6 794 km, masa 0,107 Zemljine mase, srednja gustoća 3,94 ∙ 103 kg/m3, a površinsko ubrzanje sile teže 0,38 ubrzanja sile teže na Zemlji. Ima dva pratioca nepravilna oblika, Deimos (11 km × 12 km × 15 km) i Phobos (19 km × 22 km × 27 km). Sunčev mu dan traje gotovo kao i Zemljin, 24 h i 40 min. Oko Sunca obiđe za 687 zemaljskih dana, od Sunca je prosječno udaljen 228 milijuna km, a zbog nagiba osi vrtnje prema ravnini staze od 25°12′ i izduljenosti staze, pokazuje godišnja doba. Pogled sa Zemlje otkriva na Marsu bijele polarne kape, crvenkastonarančastu površinu s tamnijim i svjetlijim dijelovima te vrlo rijetku atmosferu, koja se sastoji od 95% ugljikova dioksida, 2,7% dušika, 1,6% argona te primjesa. Površinski tlak iznosi oko 700 Pa. U atmosferi se pojavljuju oblaci, a podižu se i pješčane oluje. Temperatura može biti od –140 °C do nešto više od 0 °C, ovisno o dobu dana i godine te o položaju Marsa na stazi. Pojave na površini nazivane su prema kontrastu morima, zaljevima, planinama i slično (albedo), a stvaran reljef ustanovljen je s pomoću međuplanetarnih letjelica.
Polarne se kape sastoje od smrznute vode i ugljikova dioksida. Zimi se ugljikov dioksid djelomice smrzava pa atmosferski tlak pada za 1/3. Sjeverna i južna polutka geološki se razlikuju. Tlo sjeverne polutke geološki je mlađe, reljef mu je nekoliko kilometara niži od reljefa južne polutke; na južnoj polutki prevladavaju udarni krateri od pada meteoroida, a na sjevernoj ugasli vulkani. Na Marsu se nalazi najviši ugasli vulkan u cijelom Sunčevu sustavu, Olympus Mons, visok 26 km i promjera većega od 500 km. Marsovo tlo sastoji se od kremena i limonita i slično je Zemljinu tlu, osim velike prisutnosti željeza na njegovoj površini (oko 13,5%) u obliku oksida, što tlu daje crvenkastonarančastu boju. Mars ima ionosferu te vrlo slabo magnetsko polje. Tokovi nekadašnjih rijeka vode od južne na sjevernu polutku. Snimkama na površini ustanovljeno je postojanje sedimenata nastalih taloženjem u vodi. Zbog malene mase Mars je izgubio velik dio nekadašnje atmosfere i većinu vode u slobodnom stanju, osim malih smrznutih količina na polovima. Moguće je postojanje vode u smrznutom stanju ispod površine Marsa. Traga se i za mogućim ostatcima nekadašnjih oblika života, za sada bez pouzdanih podataka.

## Asteroidni pojas
Asteroidni pojas ili glavni planetoidni pojas je područje Sunčeva sustava između Marsove i Jupiterove putanje u kojem se gibaju patuljasti planet Cerera ili Ceres, oko 750 000 planetoida (asteroida) s promjerom većim od 1 kilometar (na primjer Junona, Vesta, Higijeja) i milijuni manjih. U tom se pojasu ne nalaze planetoidi Amori, Apoloni i Trojanci. Planetoidni pojas oblikovao se kad i ostali dijelovi Sunčeva sustava, a gravitacijski utjecaj Jupitera (plimna sila) onemogućio je stvaranje planeta, ograničio njegovu širinu i odredio pukotine u njemu (Kirkwoodove pukotine). Smatra se da su u tom području postojala veća tijela koja su prvih 10 milijuna godina bila iznutra vruća. Ta su tijela bila izložena mnogobrojnim udarima pa su razmrvljena. Sadašnji planetoidni pojas sadrži samo malen dio mase prvotnoga (oko 0,1%), a ostatak je Sunčevim vjetrom potisnut u svemir. Asteroidni pojas je područje s prosječnim udaljenostima od Sunca između 1,7 i 4 AJ. Većina asteroida u pojasu imaju ekscentricitete od 0,1 do 0,2. Područje najveće gustoće putanja asteroida je između 2,2 i 3,3 AJ.

## Jovijanski planeti
U Sunčevom sustavu se nalaze 4 plinovita diva koji se zajednički nazivaju jovijanskim planetima. To su Jupiter, Saturn, Uran i Neptun. Znanstvenici često planete Uran i Neptun svrstavaju u posebnu podklasu planeta - ledene divove ili uranske planete, zbog činjenice da su sastavljeni uglavnom od leda i stijenja te plina, za razliku od "klasičnih" plinovitih divova kao što su Jupiter i Saturn. Uran i Neptun imaju mnogo manji udio vodika i helija zbog njihove veće udaljenosti od Sunca.

### Jupiter
Jupiter je planet s najvećim promjerom i najvećom masom u Sunčevu sustavu, peti po udaljenosti od Sunca (prosječna udaljenost mu je 778 milijuna kilometara); jednom obiđe Sunce za 11,862 godina. Masa mu je 318,4 puta veća od Zemljine, a gustoća mu je samo oko 1/4 gustoće Zemlje. Velik dio volumena tvori vodik, koji zbog velike mase i gravitacije Jupiter nije izgubio od postanka Sunčeva sustava (4,6 milijarde godina), kao što se zbilo s drugim planetima. Prema astronomskim ispitivanjima, podatcima te prema teorijskoj obradbi, Jupiter se sastoji od razmjerno malene silikatne jezgre, okružene dvama slojevima tekućega vodika; donji sloj, pod većim tlakom, ima metalna svojstva, to jest vodikovi su elektroni u slabo vezanom ili u slobodnom stanju; gornji je sloj tekući vodik u molekularnom stanju (H2). Iznad površine nalazi se atmosfera debljine oko 1000 km (1/70 polumjera planeta). U atmosferi je utvrđena prisutnost vodika, metana, helija, amonijaka, amonijeva hidrosulfida i smrznute vode. Pretpostavlja se da postoje i drugi spojevi (vodikov sulfid, različiti organski spojevi, kompleksni anorganski polimeri).
Jupiter se vrlo brzo vrti (rotira), što, uz njegov velik promjer, uzrokuje jake centrifugalne sile, pa je izrazito spljošten prema polovima; ekvatorski mu je promjer 142 800 km, a polarni samo 134 000 km. Atmosfera, koja se zbog njezine gustoće sa Zemlje jedino i vidi, raslojena je u pojase i zone. Rotacija mu je nejednolika: na ekvatoru jedan okret traje 9 h 50 min 30 s, a na 10° sjeverne ili južne širine 9 h 55 min 41 s. Jupiter ima oko 10 puta veće magnetsko polje od Zemlje. U njegovoj su atmosferi zamjetljive meteorološke i magnetske pojave slične onima na Zemlji, ali mnogo veće raširenosti i trajanja (na primjer oluje slične tropskim ciklonima). Do sada je otkriveno 67 Jupiterovih satelita, a četiri najveća otkrio je Galileo Galilei (do 1610.; galilejanski mjeseci). Dva najveća, Ganimed i Kalisto, veći su od planeta Merkura. Potom slijede Io i Europa, približno veličine Mjeseca. 
Promatranja pomrčine Jupiterovih satelita služila su u pomorstvu za određivanje položaja broda, zemljopisne dužine, u doba kada nije bilo pouzdanih kronometara ni radiosignala. Na temelju neravnomjernosti u pojavama pomrčina satelita, s obzirom na njihovu udaljenost od Zemlje, izračunao je Ole Rømer prvi put brzinu svjetlosti. Jupiterovi prsteni sastoje se od čestica mikroskopske veličine. Prošireni Halo prsten udaljen je od središta planeta 1,40 do 1,72 Jupiterovog polumjera, najsjajniji Glavni prsten na udaljenosti je od 1,72 do 1,81 polumjera, a rijetki Paučinasti (engl.: Gossamer Ring) prsten udaljen je 1,81 do 3 polumjera. Jupiter je četvrto najsjajnije nebesko tijelo, nakon Sunca, Mjeseca i Venere (prividna magnituda). Jupiter ima 2,5 puta veću masu od ukupne mase ostalih sedam planeta u Sunčevom sustavu i 71% od svekolike planetske mase u Sunčevu sustavu.

### Saturn
Saturn je šesti planet u Sunčevu sustavu. Udaljen je 9,54 AJ odnosno 1 429 400 000 km od Sunca, promjera 120 536 km (na ekvatoru) i masu 5,68 × 1026 kg. Saturn je po volumenu i masi drugi planet nakon Jupitera. Uz Jupiter, Uran i Neptun pripada skupini plinovitih divova, planeta vanjskog dijela Sunčevog sustava. Saturn je planet najmanje gustoće i s najvećim prstenom. Obiđe Sunce za 29,5 godina na srednjoj udaljenosti 1,426 · 109 km. Tijelo mu je znatno spljošteno (ekvatorski promjer 120 536 km, polarni promjer 108 728 km), tako da je najspljošteniji od planeta. Masa mu je 95 puta veća od Zemljine. Jedini je planet kojega je gustoća manja od gustoće vode (690 kg/m3).
Saturn se sastoji pretežno od vodika i helija (jednak odnos kao kod Jupitera). Ispod plinovite atmosfere prostire se sloj molekularnoga vodika s nešto zamrznute tvari (u kojoj ima tragova metana, amonijaka i drugog), zatim sloj metalnoga vodika, te središte sa stjenovitom jezgrom. Temperatura je u središtu vrlo visoka (12 000 K), pa je to Saturnov izvor energije usporediv s energijom koju prima Sunčevim zračenjem; temperature oblačnoga sloja iznosi –130 °C, dok bi temperatura samo zbog doprinosa Sunčeva zračenja bila –170 °C. U atmosferi se primjećuju svjetliji i tamniji oblaci usporedni s ekvatorom, manje istaknuti nego kod Jupitera, jer se, zbog niže temperature, stvaraju bliže središtu planeta. Među oblacima se opažaju vrtlozi, kao Velika bijela pjega. Infracrveno zračenje otkriva topliji polarni vrtlog, takozvanu vruću pjegu. Brzina vjetra iznosi do 500 m/s. U ekvatorskom području planet se vrti s periodom od 10 h 14 min, a središte se, prema podatcima prikupljenima uz pomoć radio valova, vrti s periodom od 10 h 39 min 22 s. Saturn ima prostrano magnetsko polje, kojega je magnetski moment 600 puta veći od Zemljina, a magnetska indukcija na površini iznosi oko 50 μT. Za razliku od Jupitera, os vrtnje mu je primjetno nagnuta. Oko Saturna zabilježeno je 62 prirodna satelita, od kojih je 7 zaokruženo djelovanjem vlastite gravitacije (u stvarnosti ima ih više od 150). 
Najpoznatije obilježje Saturna su planetarni prsteni koji ga okružuju u 7 pojaseva, označenih slovima A do G. Oko Saturna kruži i mnoštvo prirodnih satelita, kojih je do sada otkriveno 62. Osim satelita, u ravnini Saturnova ekvatora kruži golem broj satelitskih čestica, koje čine koncentrične prstene. Saturnov je prsten prvi vidio Christiaan Huygens 1655. Glavni se dio prstena, promjera 275 000 km, dijeli na prsten A (vanjski) i prsten B (srednji), između kojih je Cassinijeva pukotina, te prsten C (unutarnji). Prsten D nalazi se najbliže planetu, dok se dalje od glavnoga dijela nalazi tanak prsten F (sastavljen od vrpca), širi prsten G i najširi E, usred kojega se giba prirodni satelit Enkelad. Debljina je glavnoga dijela prstena 1 km. Čine ga uglavnom ledene i manje često stjenovite čestice, obujam kojih se kreće od praha pa do tijela metarskoga promjera. Na oblik i dijeljenje prstena utječu sateliti svojom gravitacijom.
Saturn odbija oko 47% Sunčeve svjetlosti (albedo 0,47). Saturn se za prosječne opozicije (kada je najbliži Zemlji) vidi pod kutom od 20 lučnih minuta, a magnituda mu je u prosjeku 0,7 (u najboljim uvjetima: 0,43). Saturn je jedan od najsvjetlijih objekata na nebu (iza Sunca, Mjeseca, Jupitera i Venere) pa je zato i poznat od davnina. Mali teleskop je dovoljan da se ugledaju prsteni. Sunčeva rasvjeta na Saturnu je oko 100 puta manja nego na Zemlji. Ravnotežna temperatura koju bi imao zbog Sunčeve rasvjete, 90 K, niža je od izmjerene prosječne temperature, 95 - 105 K, što znači da ima značajan vlastiti izvor energije. Sjaj Saturna mijenja se kako se mijenja vidljivost prstena. Saturn su istraživale letjelice Pioneer 11 (1979.), Voyager 1 (1980.), Voyager 2 (1981.), a umjetnim satelitom postala je svemirska letjelica Cassini-Huygens, u srpnju 2004.

### Uran
Uran je sedmi po redu planet od Sunca, na srednjoj udaljenosti od Sunca 19,23 astronomskih jedinica. To je prvi planet koji je bio otkriven teleskopom (William Herschel, 1781.), iako ga se može vidjeti i golim okom. Oko Sunca obiđe za 84,32 godine. Ekvatorskoga je promjera 51 118 km, oko 4 puta većeg od Zemljina, masa mu je 14,5 puta veća od Zemljine, obrne se oko osi za 17 sati 14 minuta, a gušći je od vode 1,27 puta. Zbog brze vrtnje spljošten je. Ekvator mu je otklonjen od ravnine staze za 97,8°, te mu je os vrtnje gotovo polegnuta u ravnini staze. Zbog toga mu se redoslijed godišnjih doba bitno razlikuje od redoslijeda ostalih planeta: četvrtinu godine prema Suncu je okrenuto jedno od polarnih područja, kada se izmjena dana i noći zbiva jedino u području ekvatora, sa Suncem nisko pri obzoru. Drugu četvrtinu godine prema Suncu je okrenuto ekvatorsko područje, s brzom izmjenom dana i noći, i tako dalje. Iako ekvator nije stalno osunčan, temperatura na Uranu najviša je u ekvatorskom području. U atmosferi, s najnižom temperaturom od –224 °C, pušu vrlo brzi vjetrovi u smjeru vrtnje i lebde oblaci metana. Zbog metana atmosfera ima modrikast odbljesak. Unutrašnjost Urana sadrži stjenovitu jezgru usporedivu sa Zemljom, oko koje se nalazi prostrani ledeni omotač koji se sastoji od vode i amonijaka (vodeno-amonijačni ocean), te najviše pridonosi ukupnoj planetnoj masi. Uran ima prostrano magnetsko polje kojemu je os prema osi vrtnje nagnuta za 60°, te za 1/3 polumjera udaljena od planetnoga središta; ima ionosferu i radijacijske pojaseve. Uz 27 prirodnih satelita prati ga sustav od 13 tankih, odvojenih prstenova. Pet najvećih satelita jesu: Miranda, Ariel, Umbriel, Titanija i Oberon.
Uran odbija oko 51% Sunčeve svjetlosti (albedo 0,51). Za planete dalje od Saturna, antički narodi nisu znali. Uran je na rubu vidljivosti golog oka jer mu je za opozicije sjaj dostigne prividnu magnitudu m = +5,8. Neptun za prosječne opozicije ima zvjezdanu veličinu m = +7,6. Na srednjim udaljenostima od Sunca, koje iznosi 19,2 i 30 AJ, Uran i Neptun obiđu po stazama za 84 odnosno 165 godina. Stoga se među zvijezdama gibaju veoma sporo. Sa Zemlje se u najboljem slučaju vide kao pločice kutnog promjera 4" odnosno 2".

### Neptun
Neptun, osmi i od Sunca najudaljeniji planet Sunčevog sustava. Nazvan po rimskom bogu mora, četvrti je najveći planet po promjeru i treći po masi koja je sedamnaest puta veća od Zemljine. Oko Sunca orbitira na prosječnoj udaljenosti od 30,1 AJ. Astronomski simbol mu je ♆, stilizirana inačica trozuba boga Neptuna.
Otkriven 23. rujna 1846., Neptun je prvi planet pronađen matematičkim izračunima, a ne empirijskim promatranjima. Nepredvidljive promjene u orbiti Urana uvjerile su francuskog astronoma Alexisa Bouvarda da mu na orbitu utječe gravitacija nepoznatog planeta. Neptun je u konačnici uočio Johann Galle unutar stupnja od lokacije koju je predividio Urbain Le Verrier. Uskoro je otkriven i njegov najveći prirodni satelit, Triton, dok je preostalih dvanaest otkrivano pomoću teleskopa sve do 20. stoljeća. Neptun je posjetila samo jedna svemirska letjelica, Voyager 2, koji je pokraj planeta preletio 25. kolovoza 1989.
Sastav Neptuna sličan je Uranovom sa zajedničkom osobinom da se razlikuju od plinovitih divova Jupitera i Saturna. Neptunova atmosfera, iako slična plinovitim divovima, uz vodik i helij sadrži veće količine "leda" poput vode, amonijaka i metana. Da bi naglasili njihova glavna svojstva, astronomi Neptun i Uran ponekad nazivaju "ledenim divovima." Unutrašnjost planeta uglavnom je sastavljena od stijena i leda. Plava pojava planeta rezultat je metana u atmosferi.
Suprotno od relativno nezanimljive atmosfere Urana, Neptunova atmosfera je prepoznatljiva po svojim aktivnim i vidljivim vremenskim obrascima. Tako je na primjer tijekom preleta Voyagera 2 1989. na južnoj polutki primijećena Velika tamna pjega usporediva s Velikom crvenom mrljom na Jupiteru. Ovakve vremenske pojave pokreću najsnažniji vjetrovi u cijelom Sunčevom sustavu sa zabilježenim brzinama od čak 2 100 km/h. Zbog velike udaljenosti od Sunca, Neptunova vanjska atmosfera jedno je od najhladnijih mjesta u Sunčevu sustavu s temperaturama na vrhovima oblaka oko −218 °C (55 K). Temperature u središtu planeta iznose oko 5 000 °C. Neptun ima slabe i fragmentirane planetarne prstenove koji su možda otkriveni tijekom 1960-ih, no sa sigurnošću su potvrđeni tek 1989. s Voyagerom 2.
Ekvator mu je otklonjen od ravnine staze za 28,3°. Zbog brze je vrtnje spljošten. U plavičastoj atmosferi, na temperaturi od –220 °C, pušu vrlo brzi vjetrovi (oko 2000 km/h, brže nego na ikojem drugom planetu) i lebde oblaci metana s mnogo vrtloga, od kojih je najveći Velika tamna pjega, obrubljena bijelim cirusima. S približavanjem Suncu (na eliptičnoj stazi) oblaci se jače razvijaju, vjerojatno zbog toplije i dinamičnije atmosfere. Neptun ima unutrašnji izvor topline koji temperaturi njegove površine pridonosi više no Sunčevo zračenje. Magnetsko polje mu je slabije od polja drugih divovskih planeta, a os polja jako je nagnuta prema osi vrtnje – za 47°, pri čem je udaljena 0,5 polumjera od planetnoga središta. Neptun ima ionosferu i radijacijske pojaseve, a u središtu ima stjenovitu jezgru Zemljine veličine te plašt bogat vodom, metanom i amonijakom. Ima i 5 odvojenih tamnih prstenčića nepoznata sastava. Najveći mu je satelit Triton s promjerom 2 706 km (otkrio ga je William Lassell 1846.); njegova je staza jako nagnuta prema planetnom ekvatoru i satelit se giba retrogradno.

## Transneptunska tijela
Transneptunska tijela, tijela Sunčeva sustava koja se nalaze dalje od Neptuna, u Kuiperovu pojasu, u takozvanom raspršenom disku i u Oortovu oblaku (raspršeni disk može se smatrati unutarnjim dijelom Oortova oblaka). Pobrojeno ih je tisuću, od kojih je znatan broj s promjerom većim od 200 km. Razlikuju se po stazama, volumenu i fizičkim svojstvima. Mogu imati svojstva planetoida i kometa. U Kuiperovu pojasu nalaze se tijela kojima srednja udaljenost od Sunca iznosi do 47 astronomskih jedinica. Njihove su staze u prosjeku jače otklonjene (do 35°) od ravnine ekliptike, nego što su to staze tijela iz glavnoga planetoidnog pojasa. Unutarnji dio pojasa zauzimaju tijela na srednjoj udaljenosti od približno 40 astronomskih jedinica, plutini, koji predvođeni Plutonom imaju periode revolucije u rezonanciji s Neptunom (246 godina : 164 godina = 3 : 2). Najveći su plutini Pluton, Ork i Iksion. Tijela raspršenoga diska imaju veće srednje udaljenosti od Sunca, s afelima duljim od 1000 astronomskih jedinica. U njih se svrstavaju Sedna i Erida. Erida volumenom nadmašuje Pluton. Analiza svjetlosti koju šalju svi daleki objekti pokazuje da se oni većinom sastoje od mješavine stijenja i leda te po tome nalikuju kometima.

### Pluton
Pluton je prvi po veličini patuljasti planet Sunčeva sustava, ispred Eride. Do 24. kolovoza 2006. Pluton je bio smatran devetim planetom Sunčevog sustava, kada je na konferenciji IAU u Pragu usvojena definicija planeta koja isključuje Pluton, te je prihvaćen pojam "patuljasti planet". Od tada se službeno naziva 134340 Pluton. Udaljenost Plutona od Sunca u afelu iznosi 7,375 93 × 109 km (49,30503287 AJ), a u perihelu 4,43682 × 109 km (29,65834067 AJ). Srednji polumjer mu iznosi 1195 km, a masa 1,25 × 1022 kg. Pluton je manji od svih 8 planeta, kao i od sedam prirodnih satelita: Mjeseca, Ije, Europe, Ganimeda, Kalista, Titana i Tritona.
Iako je Pluton do 2006. bio službeno smatran planetom, veliki dio astronoma ga je uvijek smatrao velikim asteroidom ili čak kometom, ili tek najvećim od transneptunskih objekata (drugi naziv za objekte u Kuiperovom pojasu). Najveći Plutonov prirodni satelit, Haron, neobičan je po tome što je najveći satelit u odnosu na matično tijelo u Sunčevom sustavu, tako da se Haron ne okreće oko Plutona nego se i Pluton i Haron okreću oko zajedničkog središta rotacije koji se nalazi između Plutona i Harona. Zbog toga ih mnogi znanstvenici i danas smatraju dvostrukim planetom. Pluton je jedva moguće vidjeti amaterskim teleskopom – njegova prividna magnituda od oko 13,8 zahtjeva promjer objektiva najmanje 200 mm.

### Kuiperov pojas
Kuiperov pojas je područje Sunčeva sustava na udaljenosti između 30 i 55 astronomskih jedinica od Sunca. U pojasu se nalaze Pluton, Haumea, Iksion, Kvaoar, Makemake, Ork i uglavnom manja ledena tijela. Prvo nakon Plutona otkriveno je 1992., a do danas ih je poznato više od tisuću. Smatra se da ih je 100 000 s promjerom većim od 100 km.
Premda iznimno udaljen od Sunca, nije konačnom granicom Sunčeva sustava. Postoje područja udaljena od njega koja su dijelom Sunčeva sustava. Dijelimo ih u tri dijela:
- raštrkani disk[23]
- odvojeni objekti[23]
- Oortov oblak[23]

### Oortov oblak
| Sunce Jupiterovi trojanci (6.178) Raštrkani disk (>300) | Veliki planeti: J · S · U · N Kentauri (44.000) Kuiperov pojas (>1.000) |

Oortov oblak je pretpostavljeni oblak koji čine kometi i slična tijela okružujući Sunce na udaljenosti do trećine udaljenosti najbližih zvijezda. Jan Hendrik Oort je 1950. pretpostavio da taj oblak u obliku sferne ljuske čini svojevrsnu granicu Sunčeva sustava. U ravnini ekliptike u njem se ističe nešto gušći prsten s većim brojem kometa. Najgušći je na udaljenosti od približno 50 000 astronomskih jedinica, a pretpostavlja se da se gubi na udaljenosti od približno 200 000 astronomskih jedinica. Kometi, kojih se ukupna masa procjenjuje na približno 40 masa Zemlje, u prosjeku su međusobno udaljeni desetke milijuna kilometara. Smatra se da su tijela koja ga čine nastala na raznolikim udaljenostima od Sunca i da su utjecajem velikih planeta potisnuta na veliku udaljenost. Iz analize kemijskoga sastava kometa koji su se približili Suncu može se zaključiti da se tijela Oortova oblaka sastoje uglavnom od vode, metana, etana, ugljikova monoksida i vodikova cijanida iako je moguće da postoje i stjenovita tijela. Najveće je poznato tijelo iz Oortova oblaka patuljasti planet Sedna.

## Mala tijela Sunčevog sustava
Mala tijela Sunčevog sustava su asteroidi (planetoidi), kometi, meteoriti i meteori, te sitna razdrobljena materija koja pluta međuplanetarnim prostorom. Među prirodnim (planetskim) satelitima ima i tijela koja po fizičkim svojstvima pripadaju redu malih tijela. Zanimanje za asteroide obnovljeno je nedavno. Saznale su se nove činjenice o njihovom fizičkom stanju i naslućene su neposredne veze s ostalim malim nebeskim tijelima. Kako povezati komete s asteroidima, asteroide s meteorima, meteore s meteoritima? Usporedna kemijsko - mineraloška ispitivanja meteorita i asteorida, jednih u laboratoriju, drugih na daljinu, uz pomoć optičkih metoda, dovela su do nedvojbenog zaključka da su meteoriti povezani s asteroidima. Meteoriti su izravni ostaci nekih asteroida. Istodobno, meteoriti namaju ništa fizički zajedno s meteorskim rojevima. Meteore i meteorite potrebno je pažljivo razdvojiti, ne obazirući se na jezičnu sličnost i sličnost pojave na dijelu puta kroz atmosferu. Provjereno je da od kometa nastaju potoci meteora; potoci prate postojeće komete ili se nalaze na putanjama iščezlih kometa, no ne zna se za ijedan takav meteor koji je izdržao kroz atmosferu. Prema tome, asteroidi ili planetoidi su povezani s meteoritima, a kometi s meteorima. O vezi asteroida i kometa spekulira se na razini kozmogonijskih teorija ili teorija o postanku Sunčeva sustava.

## Zanimljivosti
- Zagreb ima velik model Sunčeva sustava kojem je središte "Prizemljeno sunce" u Bogovićevoj ulici. Vidi Zagrebački Sunčev sustav.
- Saturn bi zbog svoje vrlo malene gustoće mogao plutati po vodi.
- Na Saturnovoj sjevernoj polutci bijesni heksagonalna oluja U nekim aspektima slična je uraganima na Zemlji, ondje se nalazi najmanje nekoliko desetljeća, ako ne i stoljeća.
- Postoje 2 (moguće 3) mjesta za složenim ciklusom kruženja tekućine u Sunčevom sustavu: Zemlja (voda), Titan (metan i etan) te moguće Pluton (dušik, ugljikov monoksid i metan).

| Obiteljski portret Voyagera 1 s udaljenosti 6 milijardi km od Zemlje.           |
| ------------------------------------------------------------------------------- |
| Venera, Zemlja (Pale Blue Dot), Jupiter, Saturn, Uran, Neptun (13. rujna 1996). |

## Vanjske poveznice
|  | Zajednički poslužitelj ima stranicu o temi Sunčev sustav |

- Solarviews - Views of the Solar System
- JoshWorth.com - If the Moon Were Only 1 Pixel - A tediously accurate map of the solar system - mapa sunčeva sustava u razmjernim udaljenostima i veličini